# 杰钦
杰钦（捷克語：Děčín）是位于捷克北部拉贝河畔乌斯季州的一座城市，人口约4.6万。